# Yowie

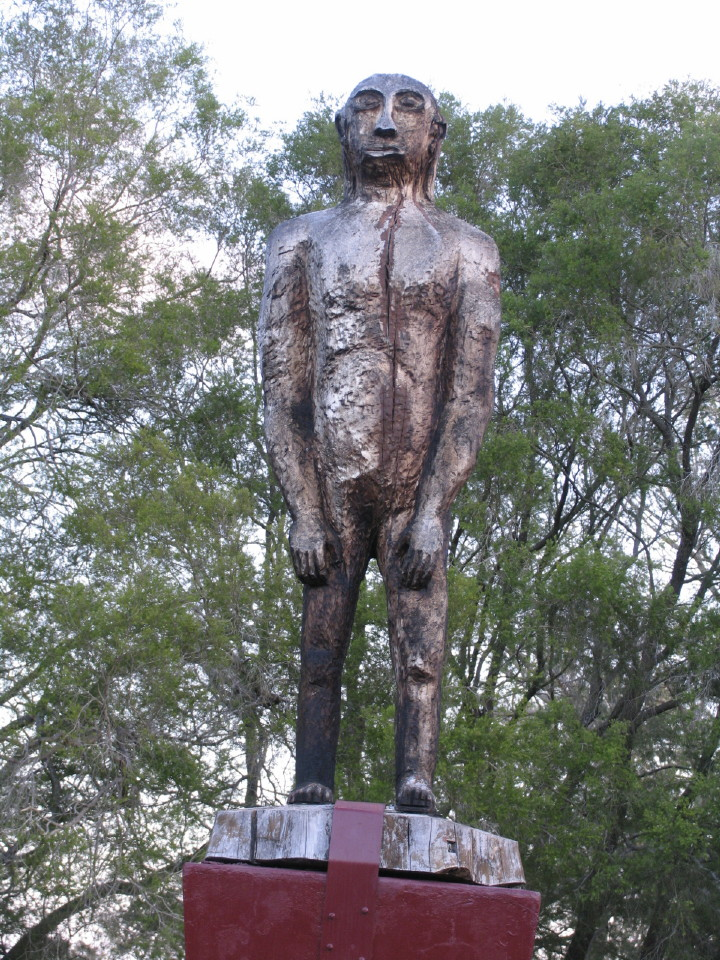
Yowie

Yowie je označení neznámého druhu dvounohého primáta, který se údajně vyskytuje v Austrálii. 

## Charakteristika
Neověřená svědectví o pozorování tohoto živočicha pocházejí především z vnitrozemí východních států Austrálie. Jeho název pochází z jazyka gamilaraay na severu Nového Jižního Walesu a jihovýchodě Queenslandu. Protože jeho existence nebyla dosud prokázána, řadí se mezi záhadné člověku blízké tvory jako yetti nebo bigfoot. Svým vzhledem je z primátů nejbližší gorile, podle popisů je to chlupatý tvor s oblou hlavou bez krku, vysoký asi 1,5 metru, pohybující se nejčastěji po zadních končetinách a celý pokrytý dlouhou hnědou srstí, podle některých zpráv má nohy otočené chodidly dozadu, takže ho není možné vystopovat.
V mytologii australských domorodců jsou zmiňovány dva typy bytostí zvaných yowie. Jeden se podobá malému, ale podsaditému chlupatému opočlověku. Druhý typ je spíše démon s dlouhými zuby a červeně planoucíma očima, který chodí po nocích a sežere každého a cokoli co mu přijde do cesty.

## Popkultura
- V jednom dílu seriálu Dobyvatelé ztracené pravdy se Josh Gates se svým týmem vydal na pátrání po tomto tvorovi